# Venus Spectral Rocket Experiment
Il Venus Spectral Rocket Experiment (VeSpR) è un telescopio suborbitale che ha effettuato un'osservazione dell'atmosfera di Venere sull'ultravioletto (UV) per raccogliere dati e studiare l'origine dell'acqua del pianeta. Queste misure non potevano essere effettuate dai telescopi sulla superficie in quanto l'atmosfera assorbe la maggior parte dei raggi UV.

## Obiettivo
Il VeSpR il 27 novembre 2013 ha raccolto dati sull'espulsione di molecole d'acqua dall'atmosfera di Venere. La missione ha avuto una durata totale di 10 minuti, il telescopio ha viaggiato a bordo di un razzo vettore riutiliazzabile.